# The Venomous
The Venomouses el séptimo álbum de estudio de la banda greco-sueca de death metal Nightrage. Fue lanzado a través de Despotz Records el 31 de marzo del 2017 en formato CD/LP/digital. El álbum fue grabado por Terry Nikas en los estudios Zero Gravity en Atenas, Grecia, y mezclado y masterizado por Lawrence Mackrory en el estudio Maskinrummet en Uppsala, Suecia.
The Venomous fue lanzado también en Japón a través del sello Avalon/Marquee, donde se incluyó un tema adicional, el cual consiste en una versión alternativa de la canción "Denial of the Soul".
El diseño de la carátula fue realizado por Vagelis Petiklas de Revolver Design.

## Lista de canciones
| N.º | Título                              | Duración |  |
| 1.  | «The Venomous»                      | 4:31     |  |
| 2.  | «Metamorphosis/Day of Wrath»        | 3:52     |  |
| 3.  | «In Abhorrence»                     | 3:37     |  |
| 4.  | «Affliction»                        | 4:27     |  |
| 5.  | «Catharsis»                         | 4:55     |  |
| 6.  | «Bemoan»                            | 4:07     |  |
| 7.  | «The Blood»                         | 4:12     |  |
| 8.  | «From Ashes Into Stone»             | 3:41     |  |
| 9.  | «Trail of Ghosts»                   | 4:50     |  |
| 10. | «Disturbia»                         | 4:25     |  |
| 11. | «Desolation And Dismay»             | 4:03     |  |
| 12. | «Denial of The Soul» (Instrumental) | 3:01     |  |

## Videografía
Se filmaron dos videos musicales para las canciones "The Venomous" y "Affliction" respectivamente. Ambos fueron dirigidos por Rawrec Productions.

## Créditos

### Integrantes
- Ronnie Nyman − voz
- Marios Iliopoulos − guitarra
- Magnus Söderman − guitarra
- Anders Hammer - bajo
- Lawrence Dinamarca − batería

### Invitados
- Lawrence Mackrory (Darkane) - voz adicional en "Affliction" y "The Blood".
- Peter Sundström - arreglos de cuerdas en "Denial of The Soul"